# Бергамотовые леденцы из Нанси
Бергамотовые леденцы из Нанси — слегка терпкие, плоские, квадратные, полупрозрачные золотистые конфеты, ароматизированные эфирным маслом бергамота, на производстве которых с XIX века специализируются кондитеры из французского города Нанси в Лотарингии.

## История

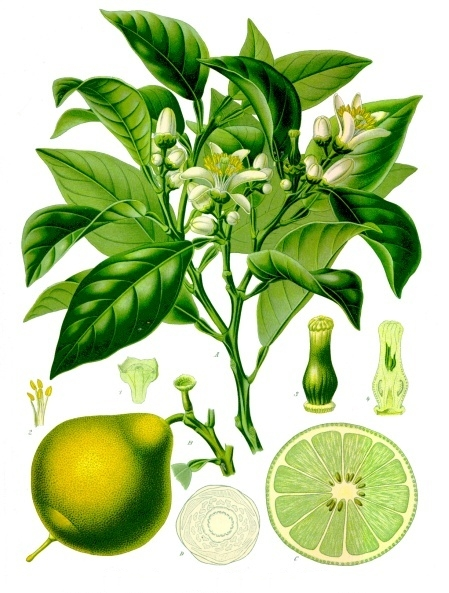
Бергамот

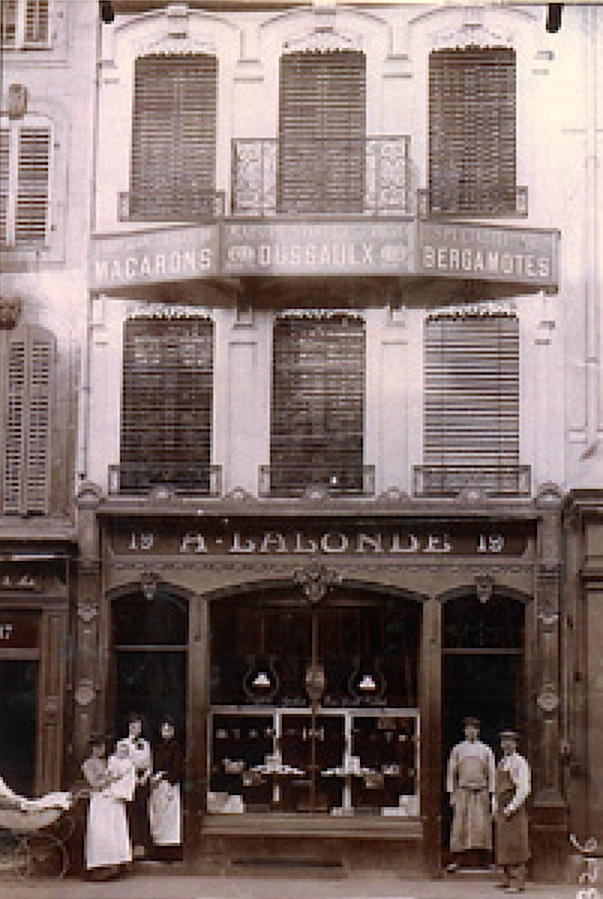
Кондитерская Dussaulx-Lalonde, по адресу rue du Pont-Mouja, 19. 1904 год

Исторически происхождении бергамотовых леденцов из Нанси неясно. Вероятно, в Лотарингии с плодами бергамота познакомились благодаря герцогу Лотарингии Рене I, который также был королём Сицилии, острова, средиземноморский климат которого особенно способствует росту деревьев бергамота. В Средние века бергамот привозили из Италии паломники, которые направлялись в базилику Сен-Никола-де-Пор, недалеко от Нанси.
Жозеф Жилье, повар и винодел Станислава Лещинского в Люневильском дворце, упомянул в 1751 году в своей книге «le Cannaméliste français…» о конфетках с добавлением бергамотовой эссенции «для вкуса», которые герцог Лотарингии очень любил..
В 1859 году Жан-Фредерик Годфруа Лиллих, кондитер из Вюртемберга, открыл в Нанси кондитерскую на улице Рю-дю-Пон-Мужа, 31. По совету друга-парфюмера, Лиллих соединил бергамотовую эссенцию сахарным сиропом и придал конфете квадратную форму. Натурализовавшись в 1873 году, Жан-Фредерик Годфруа Лиллих изменил фамилию на Лиллиг, на французский манер.
В середине XIX века многие нансийские кондитеры, среди которых были и кондитерский дом Lefèvre-Denise, начали изготавливать конфеты по этому рецепту.
В 1879 году Жан-Фредерик Годфруа Лиллиг продал свой бизнес Жюлю Дюссо — кондитеру с Рю-дю-Пон-Мужа, 19 и члену муниципального совета Нанси. Последний в свою очередь продал его Альберу Лалонду в 1901 году.

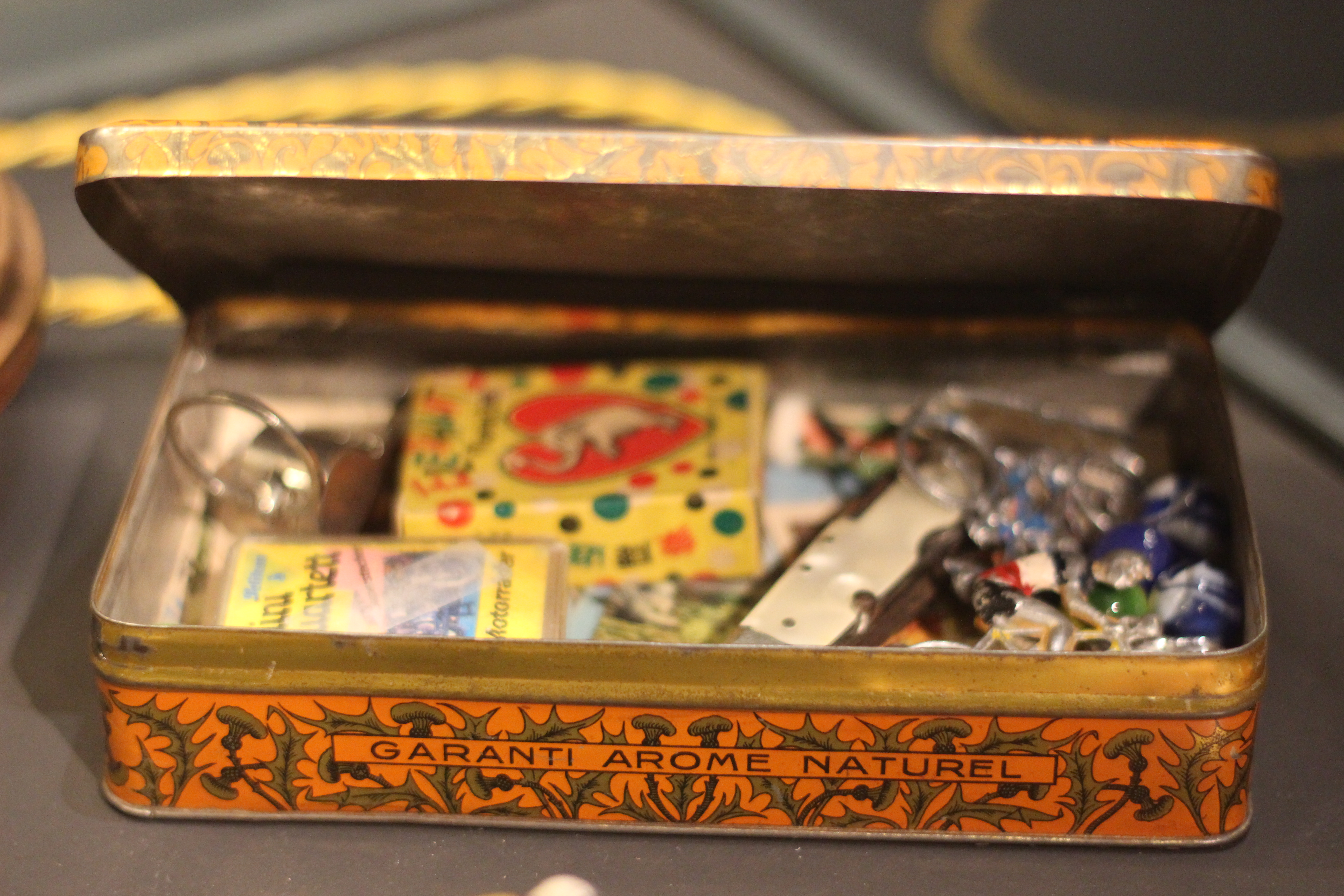
Коробка от бергамотовых леденцов кондитерской Lefèvre-Denise, использованная в фильме «Амели»

В 1898 году кондитер Луи Лефевр-Дениз зарегистрировал торговую марку «Bergamottes de Nancy». Слово бергамот (фр. bergamote) здесь пишется с двумя буквами «t».
Во время Международной выставки Восточной Франции в 1909 году, проходившей в Нанси, бергамотовые леденцы приобрели признание и международную известность.
Бергамотовые леденцы, производимые уже более полутора веков, остаются распространенными лишь локально. Их легко найти только в Нанси и Лотарингии. В основном в Нанси бывают туристы, которые увозят домой богато украшенный жестяные коробки, таким образом, сделав этот местный продукт известным за пределами региона.
В фильме «Амели» 2001 года старая коробка от «Bergamottes de Nancy» кондитерской фабрики Жоржа Лефевра с детскими воспоминаниями о маленьком мальчике, которую героиня случайно обнаружила за плинтусом, — это дань годам учёбы в Нанси режиссёра фильма Жан-Пьера Жёне.

## Производство

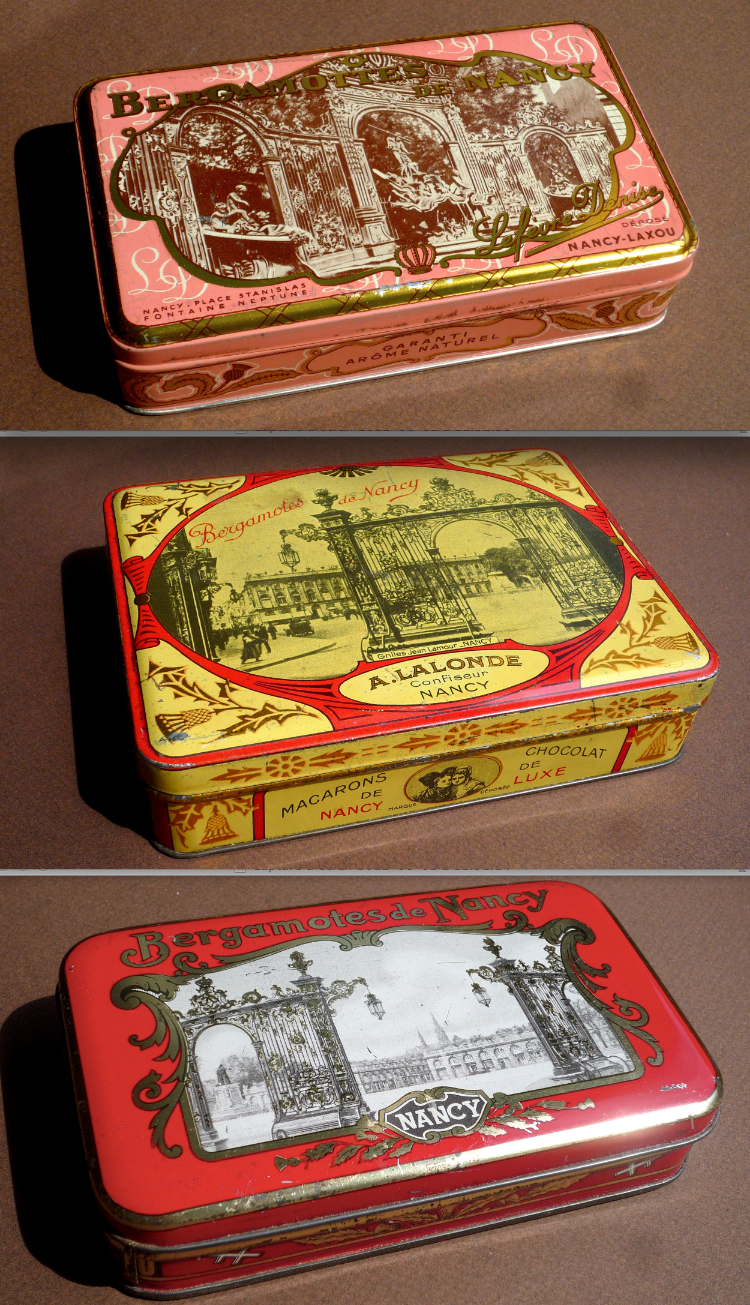
Жестяные коробки с бергамотовыми леденцами из Нанси с фотографическими видами площади Станислава и решетками Жана Ламура. Около 1950 г.

### Ингредиенты
Сахар, глюкозный сироп, натуральное эфирное масло бергамота.

### Процесс производства
К сахару добавляют воду и глюкозный сироп и нагревают в медно котле примерно до 150 °C. В конце приготовления добавляют несколько капель эфирного масла калабрийского бергамота. Смесь наливают на мрамор, охлаждают, а затем нарезают валиком или роликом на маленькие квадраты, что позволяет получить конфету весом около 5 граммов. Затем леденцы отделяются, просеиваются и индивидуально заворачиваются в прозрачную бумагу.

### Упаковка
Продаются в жестяных коробках с видом на площадь Станислава и ворота Жана Ламура, эмблемами Нанси, и украшены изображением лотарингского татарника и крестом Лотарингии, символами региона. В коробках леденцы отлично защищены от света и влажности и сохраняются в течение нескольких месяцев. Некоторые кондитерские, такие как Lefèvre-Lemoine или Sœurs Macarons, продолжают выпускать упаковки со своими именами. Другие используют нейтральные коробки.

## Защита кондитерских изделий
Бергамотовые леденцы из Нанси защищают разными способами, как коммерческими, так и географическими.

### Бренд «Bergamottes de Nancy»
Этот бренд зарегистрирован в 1898 году кондитерской Lefèvre-Denise (фр.). Таким образом, эта кондитерская первой официально защитила свою продукцию.

### Защищенное географическое указание
Ассоциация производителей бергамотных леденцов из Нанси получила 21 июня 1996 года преимущество Защищенного географического указания (IGP, фр.) для бергамотовых леденцов из Нанси.
В спецификации указаны различные характерные особенности производства (натуральное эфирное масло исключительно из Калабрии, размер, прозрачность и т. д.) и упаковки.
На 2012 год, бергамотные леденцы из Нанси были единственным кондитерским продуктом со знаком «IGP» во Франции. Тридцать три тонны бергамотовых леденцов из Нанси со знаком IGP продаются в ежегодно. Только этот ярлык гарантирует «Настоящие бергамотовые леденцы из Нанси» («Véritable bergamotes de Nancy»).